# CBOT-DT
CBOT-DT est une station de télévision ontarienne publique de langue anglaise située à Ottawa appartenant à la Société Radio-Canada et fait partie du réseau CBC. Ses studios sont situés au CBC Ottawa Broadcast Centre (en) et son émetteur au Camp Fortune. La station s'identifie à l'antenne comme CBC Ottawa.

## Histoire
La station a été lancée le 2 juin 1953, jour du couronnement de la Reine Élisabeth II, neuf mois après les lancements de CBFT Montréal et CBLT Toronto, devenant la troisième station de télévision lancée au Canada, reliée directement au lien micro-onde. Elle diffusait des émissions en anglais et en français jusqu'au lancement de CBOFT le 24 juin 1955.

## Nouvelles
CBOT produit un bulletin de nouvelles tous les jours à 18 h et à 23 h.

## Antennes, Télévision numérique terrestre et haute définition
CBOT Ottawa a commencé à diffuser en mode numérique le 13 septembre 2006 au canal 25.
Lors de l'arrêt de la télévision analogique et la conversion au numérique qui a eu lieu le 1er septembre 2011, CBOT a mis fin à la diffusion en mode analogique du canal 4 à minuit. Ses ré-émetteurs ont continué de diffuser en mode analogique.
En avril 2012, à la suite des compressions budgétaires, CBC a annoncé la fermeture de tous les émetteurs analogiques dès le 31 juillet 2012. Seul l'émetteur numérique d'Ottawa reste en fonction.